# Aygül Berîvan Aslan
Aygül Berîvan Aslan (* 16. Oktober 1981 in Kulu, Türkei) ist eine österreichische Politikwissenschaftlerin, Juristin und Politikerin der Grünen. Aslan war von 2013 bis 2017 Abgeordnete zum Nationalrat. Sie gilt als Expertin für Menschen- und Frauenrechte sowie Migrationsfragen. Seit dem 24. November 2020 ist sie Abgeordnete zum Wiener Landtag und Mitglied des Wiener Gemeinderates.

## Werdegang
Aygül Berîvan Aslan besuchte das Bundesgymnasium Telfs und das Abendgymnasium Innsbruck, wo sie 2003 auch die Matura ablegte. Von 2005 bis 2008 studierte sie Politikwissenschaft an der Leopold-Franzens-Universität Innsbruck und war von 2007 bis 2009 Studienassistentin an der Fakultät für Politikwissenschaft und Soziologie. Ihr besonderer Fokus lag auf der Migrationspolitik der EU, der Geschlechterforschung und der Migrationsforschung. In ihrer Diplomarbeit befasste sie sich mit den Menschenrechten in der Türkei. 2009 inskribierte sie sich für das Studium Wirtschaftsrecht und begann 2010 ein Doktoratsstudium der Rechtswissenschaften an der Universität Innsbruck. 2013 war sie juristische Mitarbeiterin am Unabhängigen Verwaltungssenat in Tirol und arbeitete an ihrer Dissertation. Die Dissertation wurde jedoch nicht abgeschlossen.
In weiterer Folge arbeitete Aslan als Universitätsassistentin am Institut für Österreichisches und Europäisches Wirtschaftsstrafrecht der Wirtschaftsuniversität Wien, ohne jedoch zu promovieren.

## Gesellschaftliches und politisches Engagement
Als Tochter eines Menschenrechtsaktivisten engagierte sich Aslan schon früh für Menschenrechte und die Rechte der Frauen. Erste politische Erfahrungen machte sie in ihrer Funktion als Klassensprecherin und Schülervertreterin während ihrer Gymnasialzeit. Bereits während ihres Studiums war sie in verschiedenen Integrations-, Kultur- und Sozialprojekten mit dem Arbeitsschwerpunkt Mädchen und Frauen tätig. 
Aygül Berîvan Aslan ist Beraterin im Zentrum für MigrantInnen in Tirol (ZeMiT), gehört zum Vorstand des gemeinnützigen Vereins Netzwerk Geschlechterforschung das bei der interfakultären Forschungsplattform Geschlechterforschung der Universität Innsbruck angesiedelt ist, zum Vorstand der Grünen Bildungswerkstatt Tirol und ist stellvertretende Präsidentin der Österreichischen Gesellschaft zur Förderung der Kurdologie / Europäisches Zentrum für kurdische Studien.
Sie stand auf Platz zwei der Landesliste der Tiroler Grünen und kandidierte für die Nationalratswahl in Österreich 2013. Von Oktober 2013 bis November 2017 war sie Abgeordnete zum Nationalrat. Im Jahr 2016 war Aslan Mitbegründerin der bundesweiten Frauenorganisation der Grünen namens „Grüne Frauen“, zuvor existierten unter diesem Namen nur verschiedene voneinander unabhängige Organisationen in den Bundesländern.
2016 forderte sie für in Österreich lebende und eingebürgerte Kurden, Armenier und Aramäer, die in ihrer alten Heimat zwangsweise umbenannt wurden, die Möglichkeit einer kostenlosen Namensänderung. Aslan nahm ihren ursprünglich verbotenen kurdischen Vornamen Berivan (Sennerin, Melkerin oder Hirtenmädchen) wieder an, in ihrem österreichischen Pass steht aber auch noch ihr türkischer Vorname Aygül (Mondrose). Diesen wolle sie streichen lassen.
Im April 2019 wurde sie von der Internationalen Organisation für Migration (IOM) und der Organisation „Female Voices of the World“ (FVW) in der Kategorie Menschenrechte/Politik für ihr friedenspolitisches Engagement unter weltweit 100 Frauen ausgezeichnet.